# 폴 스트랜드

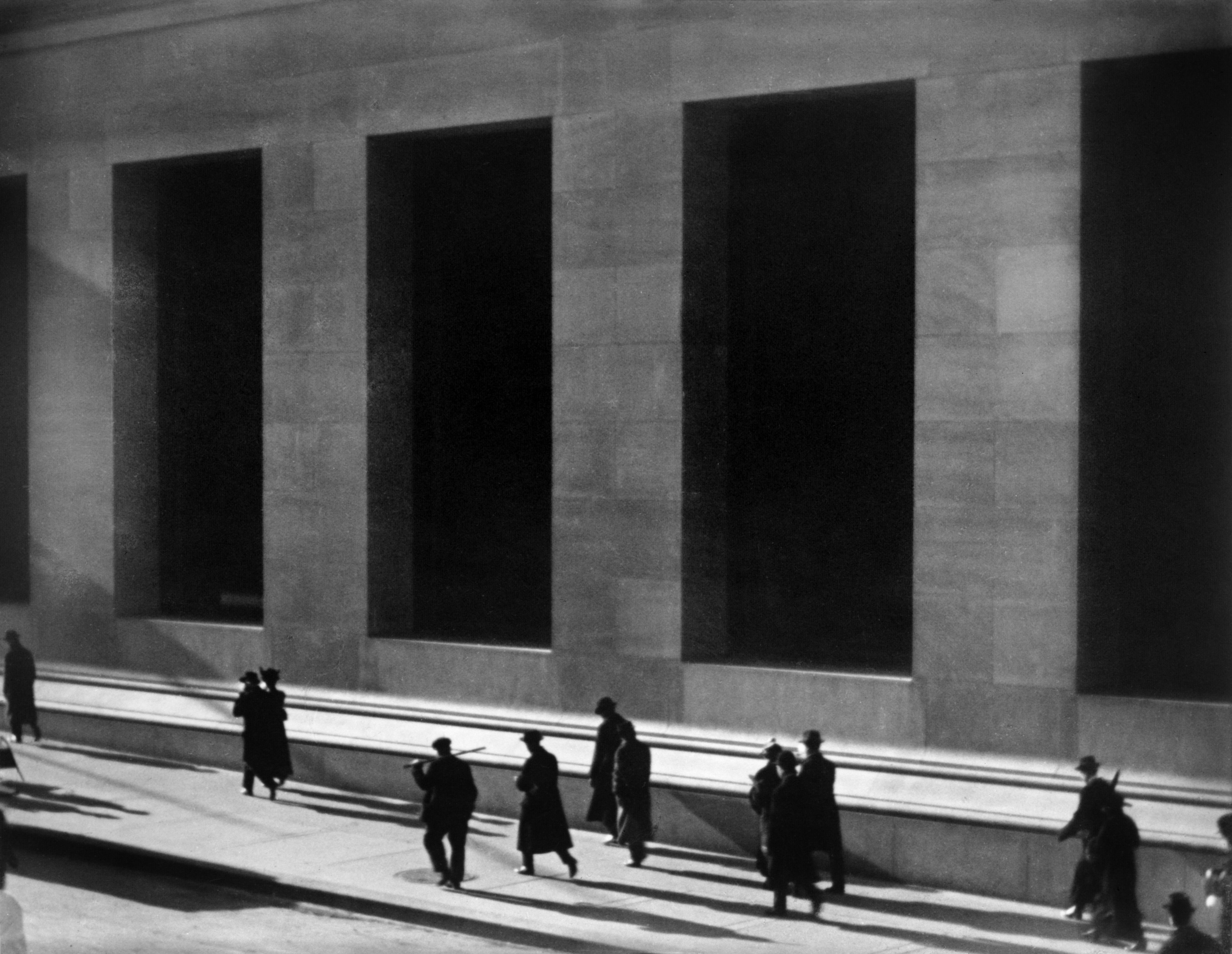
폴 스트랜드 작, 《월스트리트》(1915년)

폴 스트랜드(Paul Strand, 1890년 10월 16일 ~ 1976년 3월 31일)는 미국의 사진사이자 영화제작자이다. 앨프리드 스티글리츠, 에드워드 웨스턴 등과 함께 모더니즘 사진의 기수로서 20세기 사진이 예술의 경지에 올라서는 데 중요한 역할을 했다. 60여년동안 아메리카, 유럽, 아프리카 각지를 누비며 다양한 장르에 걸쳐 숱한 작품을 남겼다.